# Francisca Coya
Francisca Coya (Cuzco, 1515 - Popayán, 1543-44), ook bekend  als 'María de Sandoval', 'Francisca Coya de Sandoval' of 'La Coya', Madre nutricia ("Alma Mater" of "voedende moeder") van Ecuador en Colombia, was een dochter van de Inca-keizer Huayna Capac.

## Levensloop
Francisca Coya was een de dochters van keizer Huayna Capac. Deze liet volgens kroniekschrijvers een groot aantal nakomelingen na, verwekt bij verschillende vrouwen. Over de vraag wie haar moeder is, bestaat discussie. Volgens sommigen was dat de Coya, de eerste echtgenote van de keizer, maar volgens anderen was dat een concubine. Weer anderen denken dat haar moeder Paccha Duchisela, Shyri prinses uit Quito, was of Runtu Coya, nicht van haar vader Huayna Capac.
Francisca is haar Spaanse naam; haar Inca-naam is onbekend. Ook haar achternaam Coya is Spaans, en verwijst naar het Inca-woord voor 'koningin'.
Fransisca Coya moest vluchten nadat de vertegenwoordigers van de Spaanse Kroon, de conquistadores Sebastián de Belalcázar en Diego de Sandoval, haar broer, keizer Atahualpa, hadden vermoord en vervolgens de regio San Miguel de Piura binnenvielen. Met haar drie zussen trok zij in 1535 naar de westelijk gelegen regio Cañari, waar de bevolking de zussen een schuilplaats bood. De Spaanse troepen wisten de zussen echter te arresteren en brachten hen naar Sebastian de Belalcázar. Die wees Francisca als echtgenote toe aan kapitein Diego de Sandoval, die haar bezwangerde. In Quito schonk ze het leven aan hun eerste en enig kind, Eugenia de Sandoval Inca. Later vergezelde ze haar echtgenoot naar Popayán. De Spaanse koning Karel I gaf in 1545 aan deze dochter Eugenia een geboortecertificaat af, waarbij op grond van getuigenissen van onder meer haar vader werd bepaald dat Francisca en Eugenia van keizerlijke komaf waren.